# Султан Бейбарс (фильм)
«Султан Бейбарс» — советско-египетский художественный телефильм 1989 года совместного производства В/О «Совэкспортфильм» и киностудии «Эль Аламия» (Египет). Фильм является второй частью исторической кинодилогии в 4-х сериях (первая часть — «Бейбарс», 2 серии) по мотивам повести Мориса Симашко «Емшан».

## Сюжет
XIII век. На Ближнем Востоке — завоевания крестоносцев и вторжение татаро-монголов. Бейбарс — реальная личность, султан Египта, кипчакского происхождения, который был рабом, а затем сумел достичь вершин власти, вспоминает весь свой жизненный путь. Только сейчас, находясь в зените своей славы, он понимает, что какой бы великой власть ни была, она тленна, даже среди его приближённых есть те, кто выбрал дорогу измены.
Науку править и вершить Бейбарс постигал с азов, коими были византийская школа фехтования Анонима, потом рабство и галеры. Но проданный в рабство Бейбарс впоследствии возглавил восстание против завоевателей и был куплен вице-султаном Кутузом, начальником мамлюков. Благодаря физической выносливости, редкой силе, врождённой осторожности, правильному усвоению опыта окружающих и личной гениальности бывший раб и отважный мамлюк становится начальником личной охраны султана Айбека, а после того, как Кутуз свергает султана Айбека и берёт власть в свои руки, становится вице-султаном. В 1260 году Кутуз и его полководец Бейбарс выступают из Каира, пересекают Иерусалимское королевство и в решающей битве при Айн-Джалуте побеждают тюрко-монгольскую армию под командованием Кит-Буги. Сирия вскоре возвращается под контроль мамлюков.
При возвращении в Каир Бейбарс вступает в сговор с эмирами и свергает Кутуза (который не сумел удержать баланс между гением и соблазном, чересчур увлекшись женщинами), а затем занимает место султана Египта, став великим воином и государственным мужем.

## В ролях
- Нурмухан Жантурин — Бейбарс-султан
- Даулет Бейсенов — Бейбарс-мамлюк
- Фархад Аманкулов — Бейбарс-раб
- Татьяна Плотникова — Шадияр
- Борис Хмельницкий — Кутуз
- Артык Джаллыев — Турфан
- Джамбул Худайбергенов — молодой Турфан
- Гиули Чохонелидзе — Барат
- Гела Лежава — молодой Барат
- Леонид Куравлёв — Аноним
- Мухамадали Махмадов — Шамиль
- Кененбай Кожабеков— Султан-Салех
- Болот Бейшеналиев — Калаун
- Догдурбай Кыдыралиев — молодой Калаун
- Димаш Ахимов — эмир
- Роман Крихели — индус
- Тенгиз Крихели — молодой индус
- Ли Ман — Хо-Пао
- Гиви Сарчемилидзе — шейх
- Гамлет Хани-Заде — историк
- Константин Бутаев
- Ментай Утепбергенов — эпизод

### Роли озвучивали
- Сергей Бондарчук
- Юрий Пузырёв
- Артём Карапетян
- Вадим Захарченко
- Алексей Сафонов

## Съёмочная группа
- Автор сценария: Булат Мансуров, Морис Симашко
- Режиссёр: Булат Мансуров
- Операторы-постановщики: Бек Бактыбеков, Николай Васильков
- Художники-постановщики: Рустам Одинаев, Михаил Колбасовский
- Художник по костюмам: Галим Маданов
- Композитор: Александр Луначарский
- Звукооператор: Кадыр Кусаев